# Port Hope Simpson
Port Hope Simpson är en ort i Kanada.   Den ligger i provinsen Newfoundland och Labrador, i den östra delen av landet, 1 600 km nordost om huvudstaden Ottawa. Port Hope Simpson ligger 2 meter över havet och antalet invånare är 529.
Terrängen runt Port Hope Simpson är platt åt sydost, men åt nordväst är den kuperad. Port Hope Simpson ligger nere i en dal. Trakten runt Port Hope Simpson är nära nog obefolkad, med mindre än två invånare per kvadratkilometer..
I omgivningarna runt Port Hope Simpson växer i huvudsak barrskog.